# Konzerthaus Weinviertel

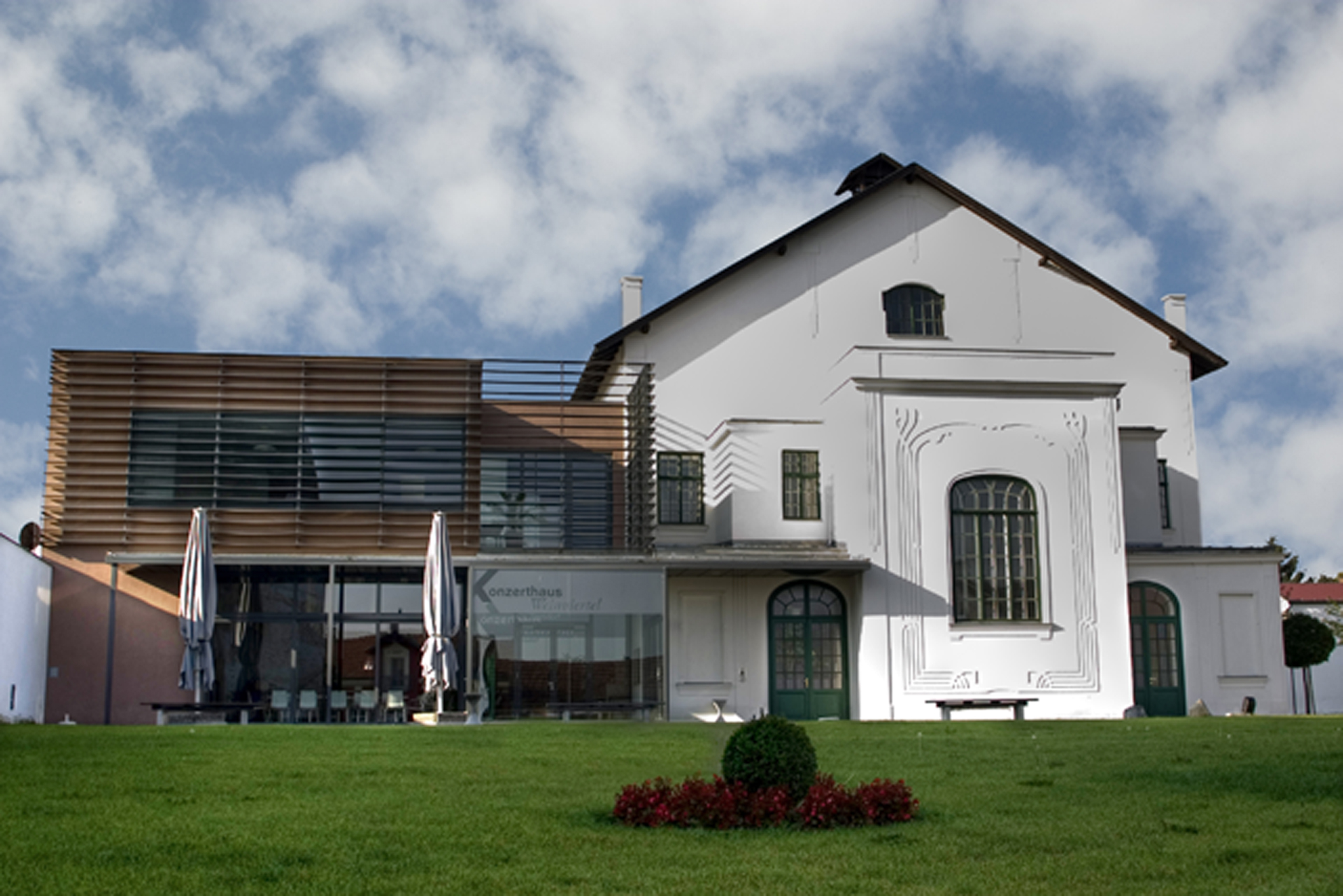
Konzerthaus Weinviertel – Ziersdorf NÖ

Das Konzerthaus Weinviertel ist ein Jugendstil-Konzerthaus im niederösterreichischen Ziersdorf. Der originalgetreu restaurierte Saal steht unter Denkmalschutz (Listeneintrag).

## Geschichte
1910 wurde der ursprünglich als „Jugendstilsaal“ bezeichnete Ballsaal durch den Gastwirt Ernest Fröhlich in Betrieb genommen.  Dieser Saal war nach Plänen des Wiener Stadtbaumeisters Heinrich Blahosch vom Ziersdorfer Maurermeister Ludwig Streicher erbaut worden.
In der Zwischenkriegszeit wurde der Saal als Veranstaltungs-Zentrum für Bälle, Bunte Abende und Theater-Aufführungen genutzt und als „schönster Ballsaal zwischen Wien und Prag“ bezeichnet.
Auch viele Vereine hatten hier ihre Heimstätte. Die Bahnverbindung mit Wien war durch die Kaiser-Franz-Josefs-Bahn gegeben.
Nach 1945 wurde das Gebäude zu einem Wein- und Kistenlager umfunktioniert. Das Gasthaus Fröhlich blieb bis 1971 in Betrieb und wurde 2005 abgerissen.
Das Areal wurde 2001 von der Gemeinde Ziersdorf angekauft und drei Jahre später wurde beschlossen, das Konzerthaus Weinviertel zu revitalisieren.
Für die gelungene Revitalisierung samt modernem Zubau wurde dem Projekt der Dorf- und Stadterneuerungspreis 2005 zuerkannt.
Für die Revitalisierung und die neu zu errichtenden Zubauten waren das Architekturbüro Gerhard Lindner aus Baden und für die Ausführung die Firma Watzinger aus Ziersdorf verantwortlich.
Die Eröffnung erfolgte im Rahmen der Niederösterreichischen Landesausstellung 2005 „Zeitreise Heldenberg“ am 11. Juni 2005.
Der Saal wurde zu Ehren des Kontrabass-Solisten in Ludwig Streicher-Saal umbenannt. Der Musiker Ludwig Streicher war der Enkel des gleichnamigen Baumeisters, der den Jugendstilsaal erbaut hatte.

## Kurioses
Der Gastwirt Ernest Fröhlich hatte die Idee zum Ballsaal, nachdem er durch Zufall an eine große Menge Ziegel gekommen war. Ein verschuldeter Ziegelofenbesitzer hatte seine Schulden mit Ziegeln aus eigener Produktion abgezahlt.

## Nutzung
Das Konzerthaus Weinviertel mit seinem „Ludwig Streicher-Jugendstilsaal“ wird vielfältig genutzt. Das Programm besteht aus Klassischer Musik, Kabarett, Theateraufführungen, Lesungen, Unterhaltungsmusik sowie einem anspruchsvollen Kinder- und Jugendprogramm. Im neu erbauten Foyer mit den angeschlossenen Galerieräumlichkeiten, der „ARTS Galerie im Konzerthaus“, finden Ausstellungen von überwiegend zeitgenössischer Kunst statt. In den ersten zehn Jahren haben über 50.000 Gäste die Abendveranstaltungen des Konzerthauses Weinviertel besucht.